# Шпачок сіроголовий
Шпачо́к сіроголовий (Sturnia malabarica) — вид горобцеподібних птахів родини шпакових (Sturnidae). Мешкає в рівнинних і горбистих районах Індії і країн Індокитаю, де займає відкриті простори з рідкими деревами і рідколісся. Добре уживається на урбанізованих територіях, проте однаково часто зустрічається і в районах, де не буває людина. На відміну від інших видів шпаків, більшу частину життя проводить на деревах, а не на землі. Зазвичай тримається невеликими зграйками .

## Опис

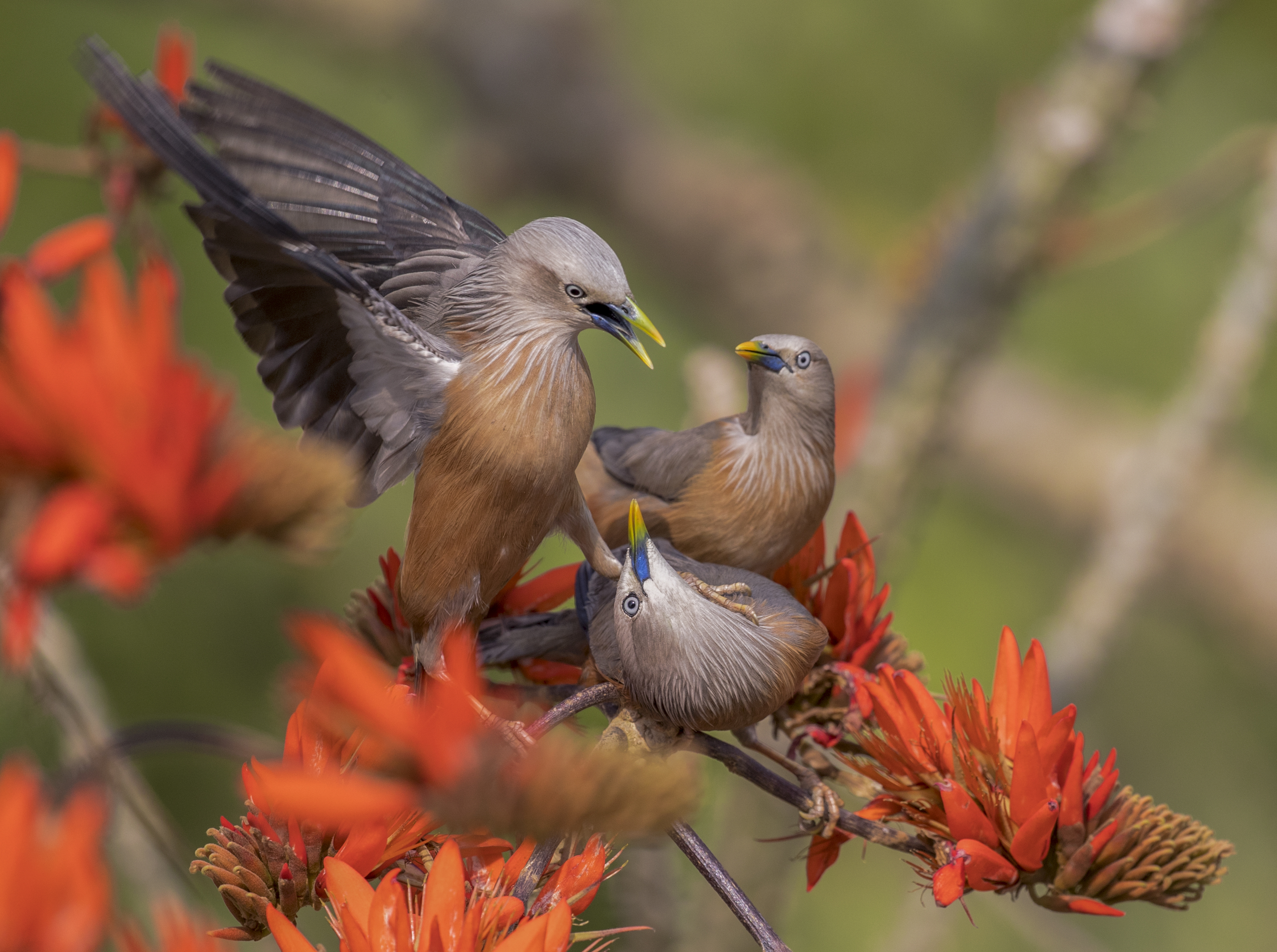
Сіроголові шпаки у Національний парк Сатчарі (Бангладеш) — переможець WLE 2020

Дрібний рухливий шпак довжиною 17-22 см і вагою 32-44 г . Оперення чола і горла білувато-сіре. Тім'я, потилиця і щоки — сріблясто-сірі, пір'я в цих місцях дещо довше і скуйовджене. Дзьоб блакитний в основі, зеленуватий в середині і жовтий на кінці. Райдужна оболонка сірувато-біла. Верх тулуба і покриття буро-сірі. Першорядні махові коричневі з невеликим зеленуватим відливом, темніші буро-чорні по зовнішньому краю. Низ рудувато-коричневий. Хвіст сірий з шоколадно-коричневими краями. Ноги коричнево-жовті або оливково-бурі. Самці і самки зовні один від одного не відрізняються. Молоді птахи виглядають більш тьмяно з переважаючими сірувато-коричневими відтінками. Вокалізація — мелодійна трель або двоскладове цвірінькання . Виділяють два підвиди — S. m. nemoricola і S. m. blythii.

## Поширення
Поширений у більшій частині Індії (крім північного заходу), далі на схід до китайських провінцій Сичуань і Юньнань і потім на південний схід, охоплюючи майже всю територію Індокитаю за винятком Малайського півострова. Переважно осілий або мандрівний вид, в низов'ях Гімалаїв пташки в зимовий час переміщуються в долину Катманду. Тримається серед листя дерев в рідколіссі або на галявинах. У горбистій місцевості не піднімається вище 800 м над рівнем моря.

## Розмноження
Сезон розмноження триває з початку лютого до кінця липня . Гніздиться в дуплах дерев на висоті 3-12 м, часто займаючи старі гнізда дятлів або бородастиків (Megalaima). Найчастіше відкладає яйця в березні, кладка складається з 3-5 (зазвичай 3-х) яєць блакитно-зеленого кольору без крапочок. Період насиджування в середньому становить 17 днів. Самець і самка разом будують гніздо, насиджують і доглядають за потомством. Пташенята починають літати через 19-21 днів.

## Харчування
Харчується комахами (термітами, жуками, гусеницями, мухами та ін.), нектаром, пилком і квітками рослин. У період дозрівання харчується ягодами лантани (Lantana), жожоби (Zizyphus), плодами фікуса і насінням Альбіції (Albizzia).

## Галерея

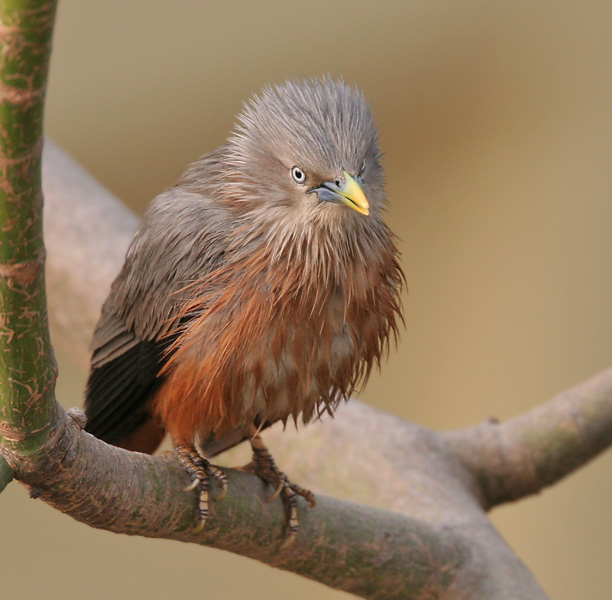
Після купання на гілці бавовняного дерева
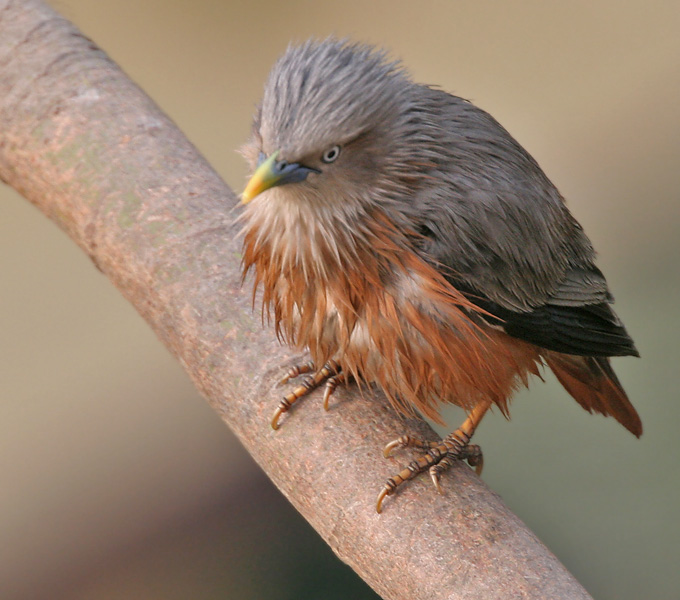
Після купання
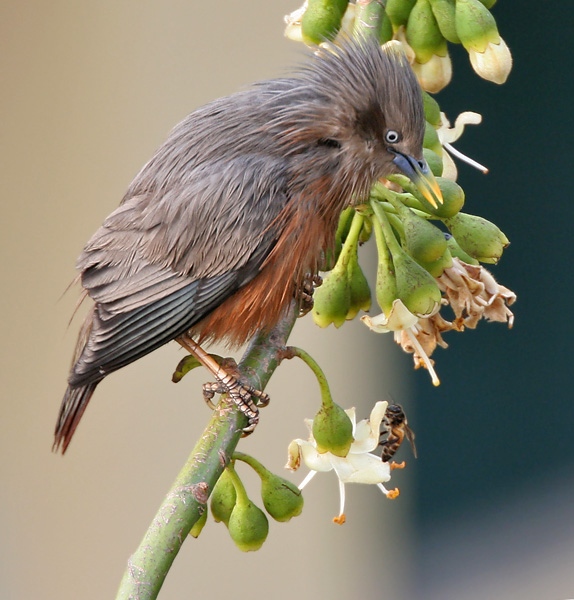
Після купання
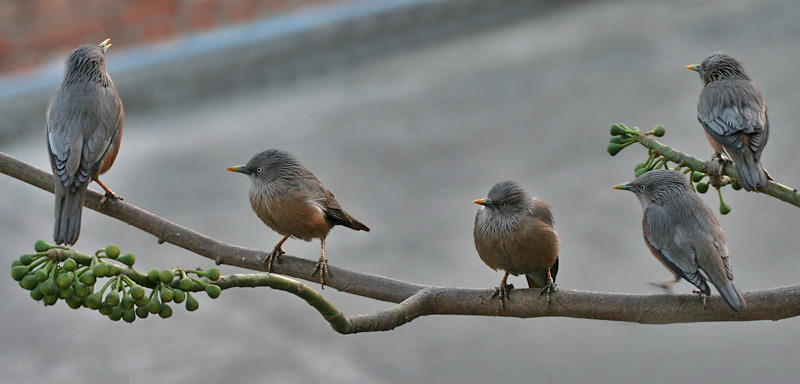
Зграйка на гілці
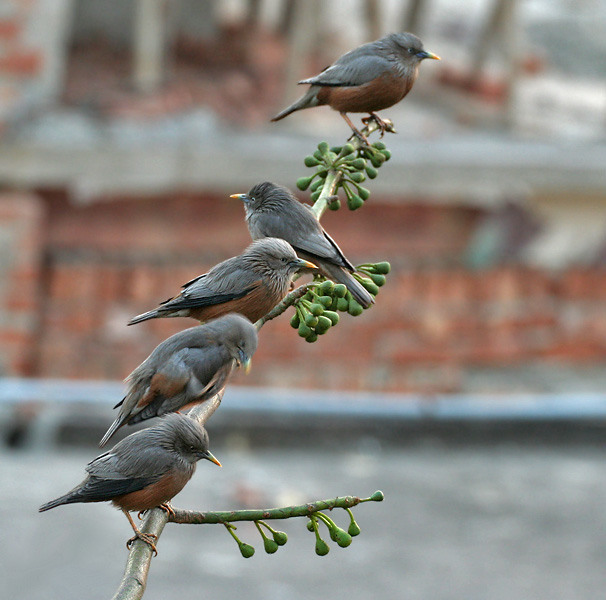
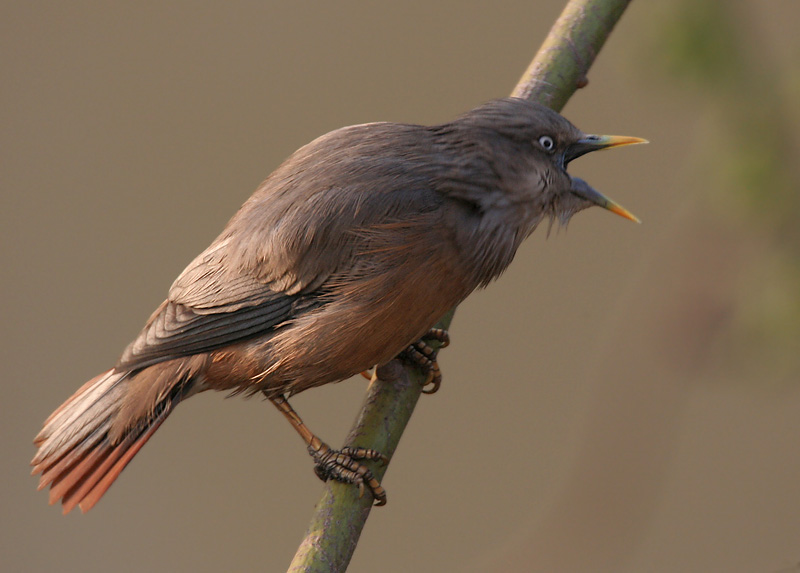
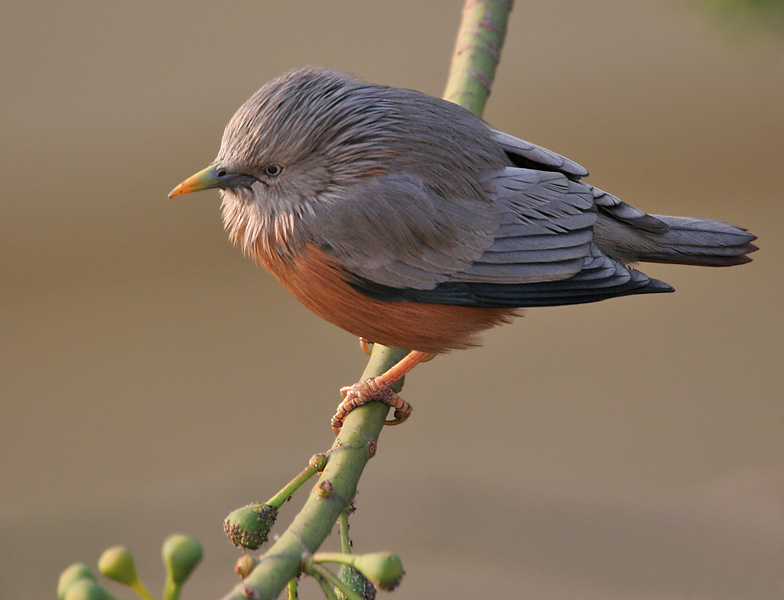
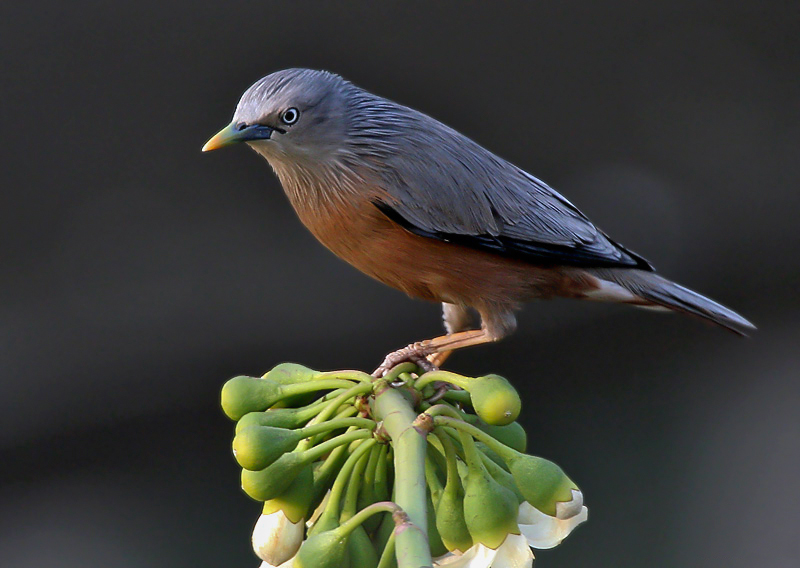
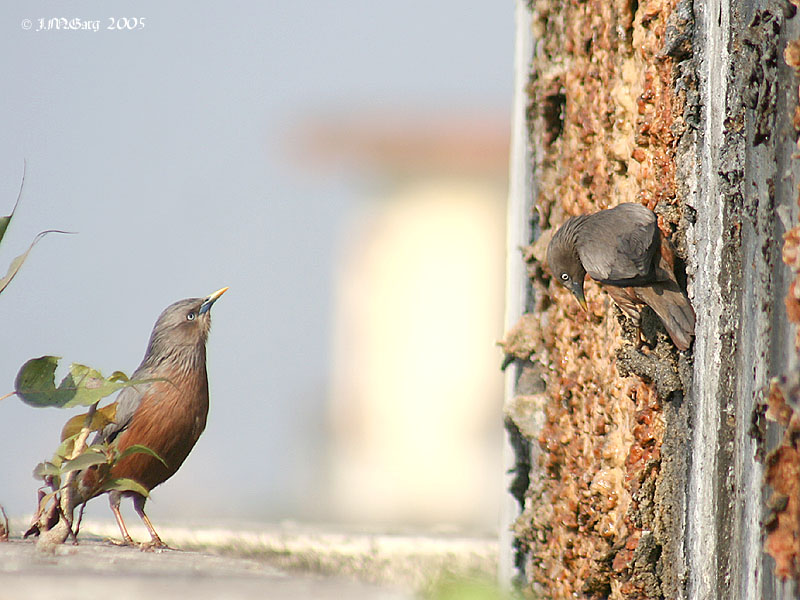
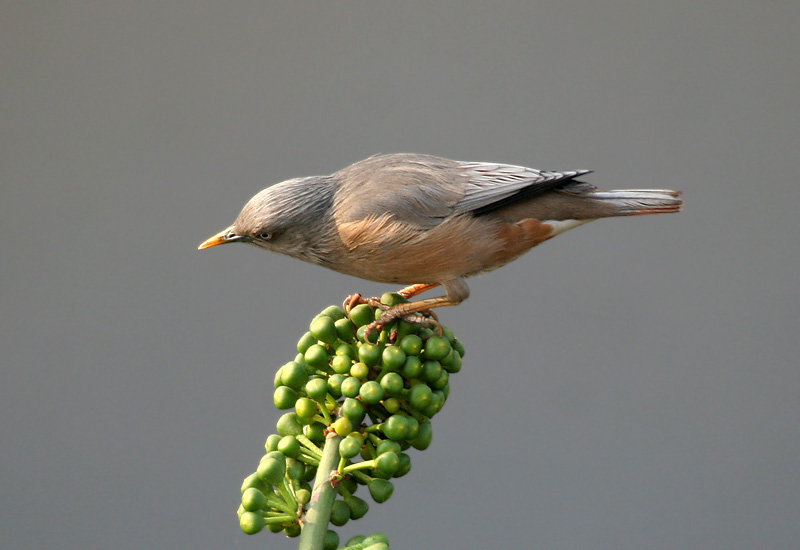
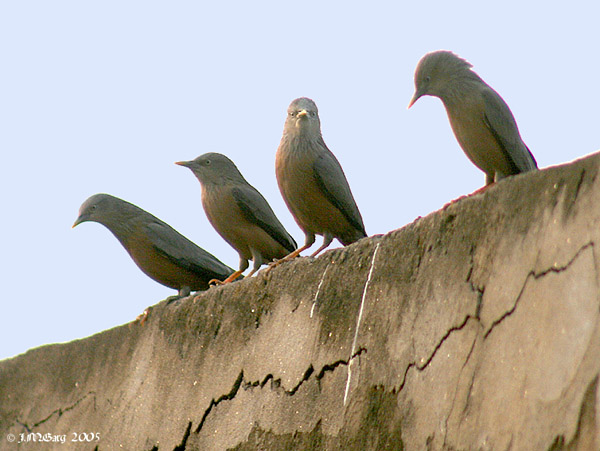
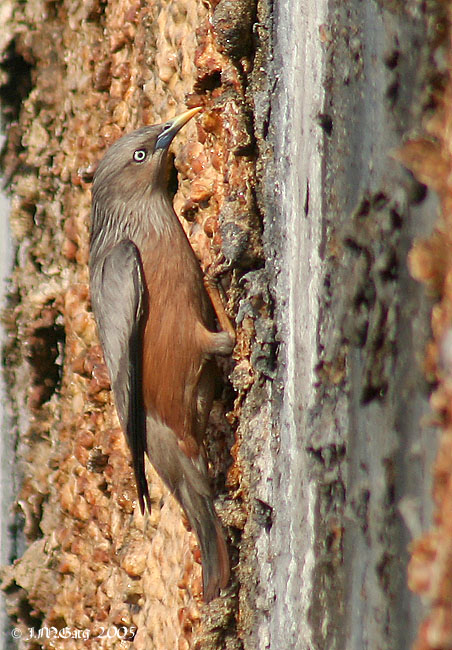
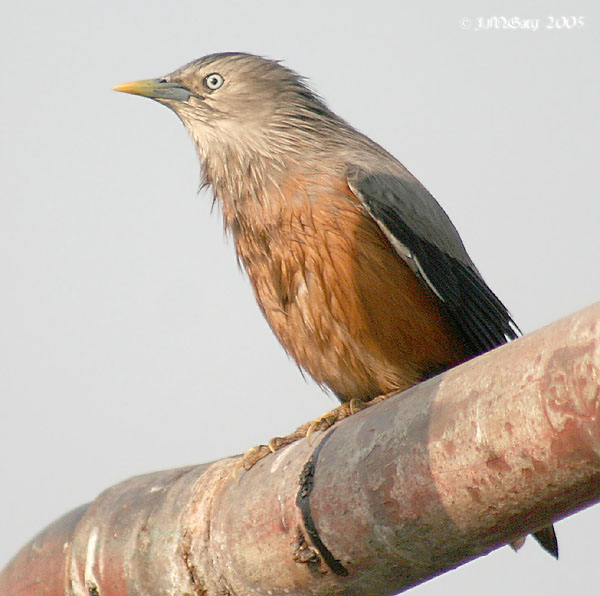
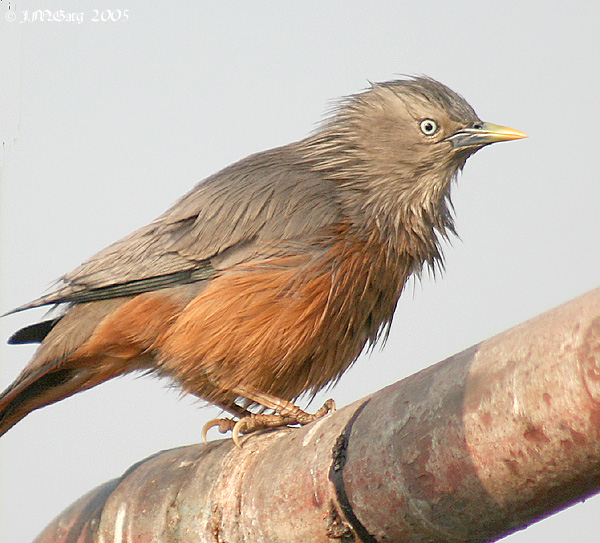
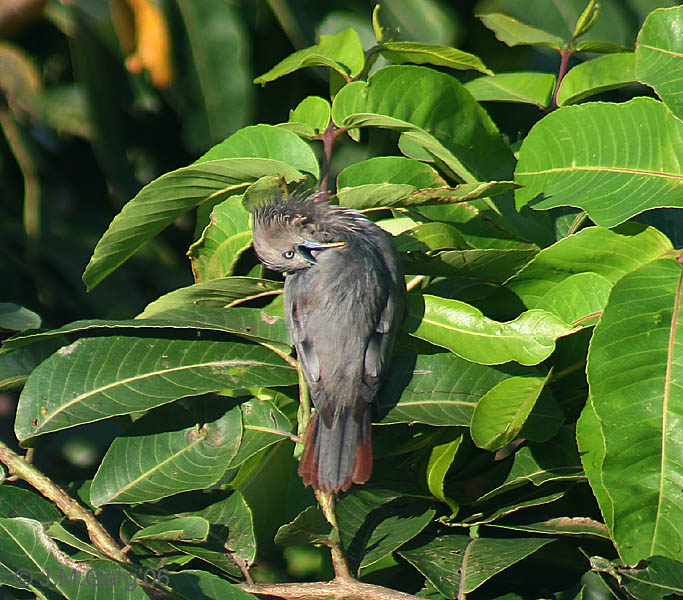
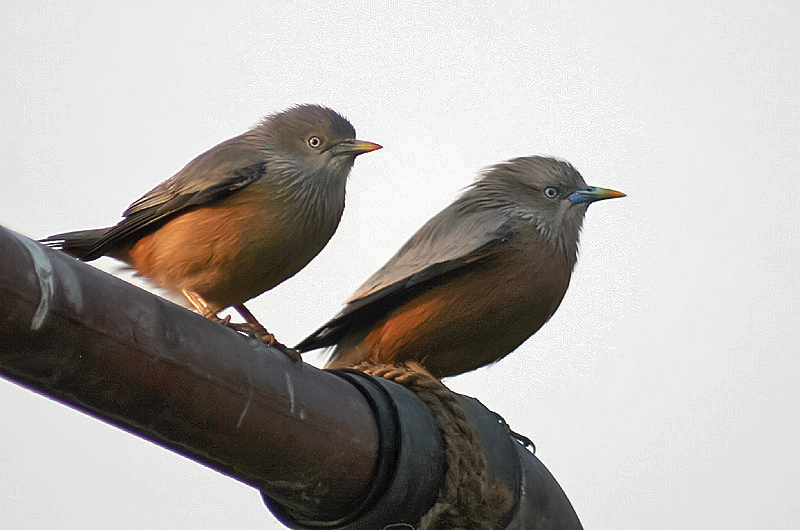